# 喜びは悲しみの後に
| 専門評論家によるレビュー | 専門評論家によるレビュー |
| レビュー・スコア         | レビュー・スコア         |
| 出典                     | 評価                     |
| ------------------------ | ------------------------ |
| オールミュージック       | [ 2 ]                    |
| Christgau's Record Guide | C                        |
| ローリング・ストーン     | (mixed)                  |

『喜びは悲しみの後に』（原題：Rhymes＆Reasons）は、1972年のアメリカ人シンガー・ソングライターであるキャロル・キングによるアルバム。 このアルバムにはビルボード・アダルト・コンテンポラリー・チャートで1位、ポップ・チャートで24位となった「なつかしきカナン」がフィーチャーされている。アルバム自体もヒットし、 ビルボード200チャートで2位となった。 

## 収録曲
特記なき限り全てキャロル・キングによる作詞作曲 
サイド1
1. 「カム・ダウン・イージー - Come Down Easy」– 3:06（キング、トニ・スターン）
2. 「マイ・マイ・シー・クライ - My My She Cry」– 2:19（キング、スターン）
3. 「ピース・イン・ザ・バレイ - Peace in the Valley」– 3:23（キング、スターン）
4. 「フィーリング・サッド・トゥナイト - Feeling Sad Tonight」– 3:13（キング、スターン）
5. 「ファースト・デイ・イン・オーガスト - The First Day in August」– 2:50（キング、チャールズ・ラーキー）
6. 「喜びは悲しみの後に - Bitter with the Sweet」– 2:29

サイド2
1. 「さよならはしても - Goodbye Don't Mean I'm Gone」– 3:34
2. 「スタンド・ビハインド・ミー - Stand Behind Me」– 2:29
3. 「灰色の日々 - Gotta Get Through Another Day」– 2:35
4. 「アイ・シンク・アイ・キャン・ヒア・ユー - I Think I Can Hear You」– 3:26
5. 「ファーガスン・ロード - Ferguson Road」– 2:40（ ジェリー・ゴフィン 、キング）
6. 「なつかしきカナン - Been to Canaan」– 3:38

## パーソネル
- キャロル・キング – ボーカル、ピアノ、 クラビネット 、 フェンダー・ローズ 、 ワーリッツァー
- チャールズ・ラーキー – エレクトリックベース、コントラバス
- ハーヴィー・メイソン – ドラムス、 ヴィブラフォン
- ボビー・ホール – タンバリン 、 シェーカー 、 ベル 、 ボンゴ 、 コンガ
- ダニー・コーチマー – エレキギター
- デビッド・T・ウォーカー – エレキギター
- レッド・ローズ – スチールギター
- ハリー・”スイーツ”・エディソン – フリューゲルホルン 、トランペット
- ロバート・”ボビー”・ブライアント – フリューゲルホルン、トランペット
- ジョージ・ボハノン – トロンボーン
- アーニー・ワッツ – フルート

ストリング・セクション： デイヴィッド・キャンベルとノーマン・カーバンが指揮、 編曲
- デビッド・キャンベルとキャロル・S・ムカイガワ – ビオラ
- テリー・キングとナサニエル・ローゼン – チェロ
- チャールズ・ラーキー – コントラバス
- バリー・ソッチャー、エリオット・チャポ、マーシー・E・ディクトロウ、ゴーデン・H・マロン、シェルドン・サノフ、ポリー・スウィーニー – ヴァイオリン

### その他のクレジット
- ハンク・チカロ – エンジニア
- スティーブ・ミッチェル – アシスタントエンジニア
- チャック・ビーソン – グラフィックのコンセプトとデザイン
- ジム・マクラリー – 写真

## チャート
| チャート(1972–73)            | 順位 |
| ---------------------------- | ---- |
| カナダRPMアルバム・チャート  | 1    |
| オリコン・アルバム・チャート | 3    |
| 全英アルバム・チャート       | 4    |
| 米国ビルボード・トップLP     | 2    |

| チャート(1973)     | 順位 |
| ------------------ | ---- |
| 米国ビルボード年末 | 52   |

## 認証
| 国/地域               | 認定 |
| --------------------- | ---- |
| アメリカ合衆国 (RIAA) | Gold |

## 参照資料
1. ↑  http://aln3.albumlinernotes.com/A_Natural_Woman.html
2. ↑  Ruhlmann, William. 喜びは悲しみの後に - オールミュージック. 2012年2月7日閲覧。
3. ↑  Christgau, Robert (1981). “Consumer Guide '70s: K”. Christgau's Record Guide: Rock Albums of the Seventies. Ticknor & Fields. ISBN 089919026X 2019年2月28日閲覧。
4. ↑  Holden, Stephen (1972年12月21日). “Carole King: Rhymes & Reasons: Music Review”. 2008年12月20日時点のオリジナルよりアーカイブ。2020年3月11日閲覧。
5. ↑  Library and Archives Canada.  Retrieved 2011-02-02
6. ↑   (Japanese) Oricon Album Chart Book: Complete Edition 1970-2005. 東京六本木: Oricon Entertainment. (2006). ISBN 4-87131-077-9
7. ↑  “The Official Charts Company - Carole King - Rhymes and Reasons” (PHP).  Official Charts Company. 2012年2月7日閲覧。
8. ↑  Allmusic - Carole King > Rhymes and Reasons > Charts & Awards > Billboard Albums
9. ↑  “Top Pop Albums of 1973”.   billboard.biz. 2012年2月10日閲覧。
10. ↑  "American  album  certifications – Carole King – Rhymes & Reasons". Recording Industry Association of America. {{cite web}}: Cite webテンプレートでは|access-date=引数が必須です。 (説明)